# 田村亨
田村 亨（たむら とおる、1955年 - ）は、日本の工学者。室蘭工業大学名誉教授。北海商科大学元教授。工学博士（北海道大学）。北海道出身。

## 略歴
1978年、北海道大学工学部卒業。1983年、北海道大学大学院土木工学研究科博士課程修了。
北海道大学工学部助手、東京工業大学工学部助手を経て、1989年、筑波大学第三学群講師、その後助教授。1991年、室蘭工業大学工学部助教授。2002年、教授。2010年同大学院工学系研究科教授。2013年北海道大学大学院工学研究院教授。2017年北海道大学名誉教授。北海商科大学商学部教授。2021年北海道開発技術センター会長。2023年北海商科大学定年退職。
1997年、フィリピン大学客員助教授。

## 研究領域
専門は、交通工学。特に、国際線航空旅客需要の予測、観光・レクレーション交通の構造分析、市場を考慮した物資物流システムの構築を研究。

## 主著
- 林良嗣、屋井鉄雄と共著『空港整備と環境づくり：ミュンヘン新空港の歩み』（鹿島出版会、1995年）
- ハドソン・ロナルドほか原著、笠原篤 監訳、池田拓哉、菊川滋、八谷好高と共訳『社会資本マネジメント：維持管理・更新時代の新戦略』（森北出版、2001年）